# Thamnophis
Thamnophis je rod severoamerických užovek. Vyskytují se od severu Mexika přes většinu území USA až po jižní Kanadu. V současnosti známe 28 druhů rozdělených na dalších 77 poddruhů. Často se vyskytují v blízkosti vody. Jejich obvyklá délka je kolem 70 cm, ale nejdelší druh dorůstá až 135 cm. Dožívají se až 10 let, jsou velmi vhodné do terária.

## Taxonomie
- Thamnophis angustirostris (Kennicott, 1860)
- Thamnophis atratus
  - Thamnophis atratus atratus (Kennicott, 1860)
  - Thamnophis atratus hydrophilus (Fitch, 1936)
  - Thamnophis atratus zaxanthus (Boundy, 1999)
- Thamnophis brachystoma (Cope, 1892)
- Thamnophis butleri (Cope, 1889) – užovka Butlerova
- Thamnophis chrysocephalus (Cope, 1885)
- Thamnophis couchii (Kennicott, 1859)
- Thamnophis cyrtopsis
  - Thamnophis cyrtopsis cyrtopsis (Kennicott, 1860)
  - Thamnophis cyrtopsis ocellatus (Cope, 1880)
  - Thamnophis cyrtopsis collaris (Jan, 1863)
  - Thamnophis cyrtopsis postremus (Smith, 1942)
  - Thamnophis cyrtopsis pulchrilatus (Cope, 1885)
- Thamnophis elegans
  - Thamnophis elegans arizonae (Tanner & Lowe, 1989)
  - Thamnophis elegans elegans (Baird & Girard, 1853)
  - Thamnophis elegans errans (Smith, 1942)
  - Thamnophis elegans terrestris (Fox, 1951)
  - Thamnophis elegans vagrans (Baird & Girard, 1853)
  - Thamnophis elegans vascotanneri (Tanner & Lowe, 1989)
  - Thamnophis elegans hueyi (Van Denburgh & Slevin, 1923)
- Thamnophis eques
  - Thamnophis eques eques (Reuss, 1834)
  - Thamnophis eques carmenensis (Conant, 2003)
  - Thamnophis eques cuitzeoensis (Conant, 2003)
  - Thamnophis eques diluvialis (Conant, 2003)
  - Thamnophis eques insperatus (Conant, 2003)
  - Thamnophis eques megalops (Kennicott, 1860)
  - Thamnophis eques obscurus (Conant, 2003)
  - Thamnophis eques patzcuaroensis (Conant, 2003)
  - Thamnophis eques scotti (Conant, 2003)
  - Thamnophis eques virgatenuis (Conant, 1963)
- Thamnophis exsul (Rossman, 1969)
- Thamnophis fulvus (Bocourt, 1893)
- Thamnophis gigas Fitch, 1940
- Thamnophis godmani (Günther, 1894) – užovka Godmanova
- Thamnophis hammondii (Kennicott, 1860)
- Thamnophis marcianus (Baird & Girard, 1853) – užovka kostkovaná
- Thamnophis melanogaster
  - Thamnophis melanogaster canescens (Smith, 1942)
  - Thamnophis melanogaster chihuahuanensis (Tanner, 1959)
  - Thamnophis melanogaster linearis (Smith, Nixon & Smith, 1950)
  - Thamnophis melanogaster melanogaster (Peters, 1864)
- Thamnophis mendax Walker, 1955
- Thamnophis ordinoides (Baird & Girard, 1852)
- Thamnophis proximus
  - Thamnophis proximus alpinus (Rossman, 1963)
  - Thamnophis proximus diabolicus (Rossman, 1963)
  - Thamnophis proximus orarius (Rossman, 1963)
  - Thamnophis proximus proximus (Say, 1823)
  - Thamnophis proximus rubrilineatus (Rossman, 1963)
  - Thamnophis proximus rutiloris (Cope, 1885)
- Thamnophis radix (Baird & Girard, 1853)
- Thamnophis rossmani Conant, 2000
- Thamnophis rufipunctatus
  - Thamnophis rufipunctatus nigronuchalis (Thompson, 1957)
  - Thamnophis rufipunctatus unilabialis (Tanner, 1985)
  - Thamnophis rufipunctatus rufipunctatus (Cope, 1875)
- Thamnophis sauritus
  - Thamnophis sauritus nitae (Rossman, 1963)
  - Thamnophis sauritus sackenii (Kennicott, 1859)
  - Thamnophis sauritus sauritus (Linnaeus, 1766)
  - Thamnophis sauritus septentrionalis (Rossman, 1963)
- Thamnophis scalaris (Cope, 1861)
- Thamnophis scaliger (Jan, 1863)
- Thamnophis sirtalis – užovka proužkovaná
  - Thamnophis sirtalis annectens (Brown, 1950)
  - Thamnophis sirtalis concinnus (Hallowell, 1852)
  - Thamnophis sirtalis dorsalis (Baird & Girard, 1853)
  - Thamnophis sirtalis fitchi (Fox, 1951)
  - Thamnophis sirtalis infernalis (Blainville, 1835)
  - Thamnophis sirtalis lowei (Tanner, 1988)
  - Thamnophis sirtalis pallidula (Allen, 1899)
  - Thamnophis sirtalis parietalis (Say, 1823)
  - Thamnophis sirtalis pickeringii (Baird & Girard, 1853)
  - Thamnophis sirtalis similis (Rossman, 1965)
  - Thamnophis sirtalis sirtalis (Linnaeus, 1758)
  - Thamnophis sirtalis semifasciatus (Cope, 1892)
  - Thamnophis sirtalis tetrataenia (Cope, 1875)
- Thamnophis sumichrasti (Cope, 1866)
- Thamnophis valida
  - Thamnophis valida celaeno (Cope, 1860)
  - Thamnophis valida isabellae (Conant, 1953)
  - Thamnophis valida thamnophisoides (Conant, 1961)
  - Thamnophis valida valida (Kennicott, 1860)